# Filip Maxmilián Opiz
Filip Maxmilián (Philipp Maximilian) Opiz (5. červen 1787, Čáslav – 20. květen 1858, Praha) byl českoněmecký lesník a přírodovědec, jeden z nejvýznamnějších českých botaniků 19. století.

## Život
V roce 1819 založil v Praze tehdy naprosto unikátní Výměnný ústav pro výměnu herbářových položek (německy Pflanzentausch-Anstalt). Tento jeho ústav pak vydával v letech 1823–1830 periodikum Naturalientausch, které se stalo významným taxonomickým a floristickým zpravodajem.
V letech 1838 až 1843 byl jedním z tvůrců díla Oekonomisch-technische Flora Böhmens, jehož editorem byl Bedřich Všemír von Berchtold.
Opiz sám byl zejména vynikající botanik soustřeďující se na taxonomii a dokázal rozlišit taxony, které byly definitivně rozpoznány a ustaveny až ve 20. století.
Národnímu muzeu v Praze odkázal finanční fond na nákup přírodovědných sbírek, z něhož se až do 20. let čerpaly částky v řádech desítek tisíců korun

### Rodina
Otec Filipa Maxmiliána Opize, Johann Ferdinand Opiz (1741-1812), patřil mezi osvícence. Na studiích v jezuitské koleji byl jeho spolužákem pozdější profesor matematiky (známý též z Jiráskova F. L. Věka) Stanislav Vydra. Po studiu práv, stal sekretářem knížete Karla Egona Fürstenberka; v roce 1775 se stal finančním úředníkem v Čáslavi. dopisoval si s významnými osobnostmi své doby jako Giacomo Casanova, Josef Dobrovský a další. Je autorem tzv. válečné hry simulující taktiku i strategii války. Opiz do své válečné hry poprvé vložil prvky statistiky a pravděpodobnosti, když v ní zavedl házení kostkami.
Bratr Jiří Emanuel Opitz (1775–1841) byl malíř. Dcera Augusta Opizová (1817–1875) se nikdy neprovdala, působila jako dobročinná pracovnice a spolková činovnice dámských spolků.

## Publikace
Vlastní dílo:

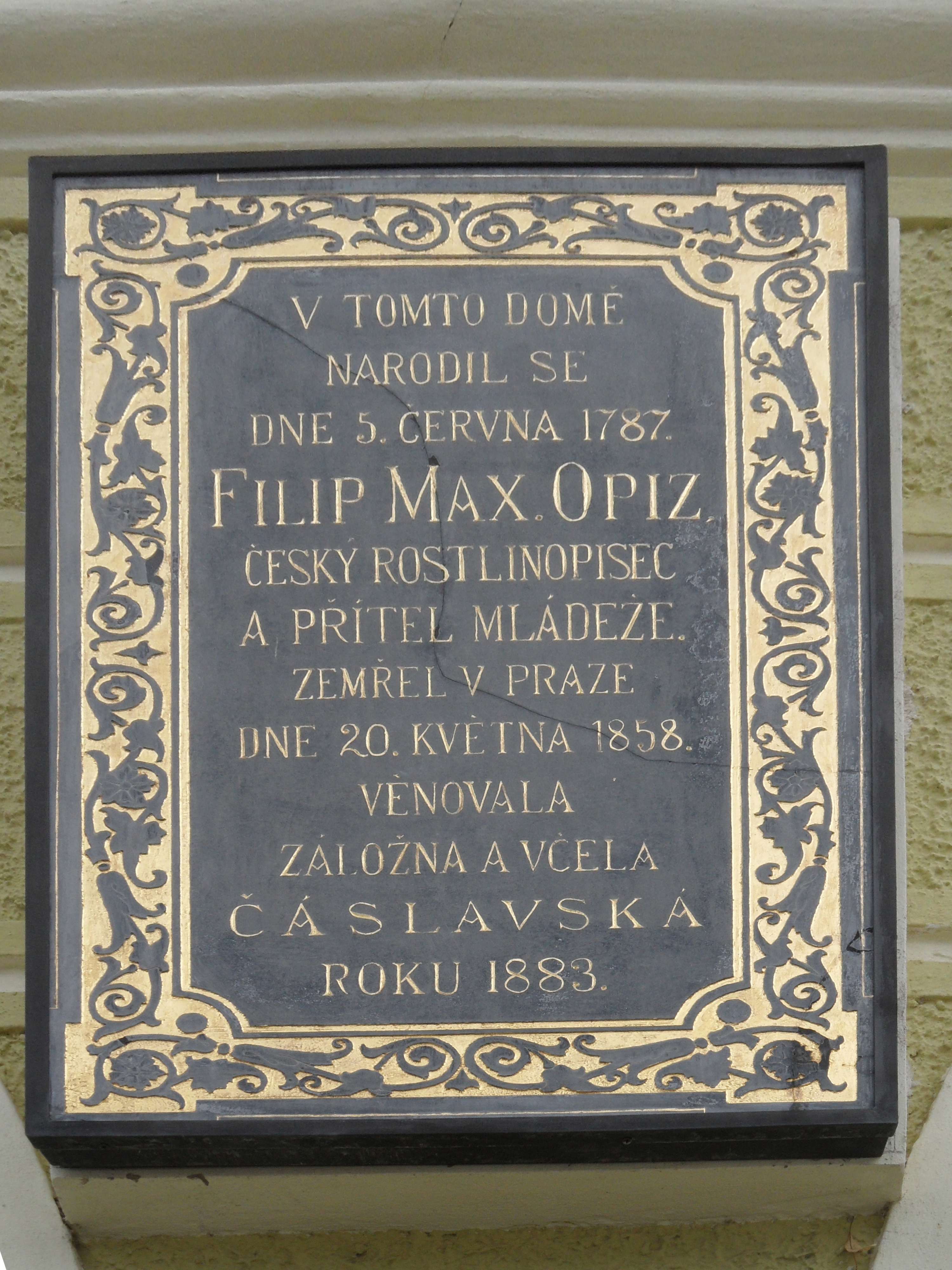
Pamětní deska v Čáslavi z roku 1883

- Botanische Topographie Böheims, 1804–1825 (dochováno pouze v rukopise)
- Deutschlands cryptogamische Gewächse nach ihren natürlichen Standorten geordnet, Praha, 1816
- Tentamen Florae cryptogamicae Boëmiae, Brno, 1819-1820
- Böheims Phänerogamische und cryptogamische Gewächse, Praha, 1823
- Die Pelargonien, Praha, 1825
- Seznam rostlin květeny české, Praha, 1852

V edici Bedřichem Všemírem von Berchtold:
- Oekonomisch-technische Flora Böhmens, Praha, 1838, 1839, 1841, 1843